# ジエゴ・ファリアス・ダ・シウヴァ
ジエゴ・ファリアス・ダ・シウヴァ（ポルトガル語: Diego Farias da Silva、1990年5月10日 - ）は、ブラジルのサッカー選手。ポジションはFW。

## クラブ歴
2005年にカンポ・グランデACからACキエーヴォ・ヴェローナの下部組織に移籍。2009年にトップチームに昇格するが、エラス・ヴェローナFC、フォッジャ・カルチョ、ASGノチェリーナとレンタル移籍。2012年6月にノチェリーナは彼の買い取りを画策したがキエーヴォはこれに対して新たに1年追加オプションつきの4年契約を締結し対抗、7月16日にカルチョ・パドヴァへの期限付き移籍が決まった。その後、USサッスオーロ・カルチョへのレンタル移籍を経て、2014年にカリアリ・カルチョに完全移籍。
2019年1月31日、買い取りオプションつきのレンタル移籍でエンポリFCに加入。
2019年8月16日、セリエAに8年ぶりに昇格したUSレッチェにレンタル移籍で加入した。
2020年9月23日、セリエAに初昇格したスペツィア・カルチョにレンタル移籍で加入した。
2022年1月14日、ベネヴェント・カルチョに移籍した。